# Al-Masara
Al-Masara o al-Ma'sara (àrab: المعصرة, al-Maʿṣara) és una vila de la governació de Betlem, al centre de Cisjordània, situada 6,2 kilòmetres al sud-oest de Betlem. Segons l'Oficina Central d'Estadístiques de Palestina (PCBS), tenia 1.011 habitants en 2016. Limita a l'est amb la vila de Khallet al-Haddad.
El seu nom, que es tradueix com «la premsa», deriva d'una premsa d'olives romana d'Orient encara ubicada a al-Ma'sara. En 1883 el Survey of Western Palestine (SWP) del Fons per a l'Exploració de Palestina va assenyalar «munts de pedres i cisternes» a la zona. La vila moderna va ser fundada el 1930 per membres de les tribus àrabs al-Zawahra i al-Ta'mirah. L'Autoritat Nacional Palestina (PNA) va establir un comitè de desenvolupament local de set membres per administrar el poble, la major part de la qual es troba a Àrea B, deixant a jurisdicció de l'ANP els afers civils d'Al-Ma'sara. Actualment, el cap del comitè local és Mahmoud Alaeddin.
Hi ha una mesquita, una mesquita al-Ma'sara i una escola primària i secundària al poble. L'agricultura representa el 70% de l'activitat econòmica d'Al-Ma'sara, mentre que el sector civil representa el 16%. La superfície total de la terra és de 973 dúnams, dels quals 42 dúnams són urbanitzats. La major part de la resta, 505 dúnams, és sòl cultivable.